# Parafia bł. Michała Kozala BM w Świnoujściu
Parafia pw. bł. Michała Kozala Biskupa i Męczennika w Świnoujściu – parafia rzymskokatolicka należąca do dekanatu Świnoujście, archidiecezji szczecińsko-kamieńskiej, metropolii szczecińsko-kamieńskiej.
Została erygowana w roku 1989.

## Obszar parafii

### Miejscowości i ulice
W granicach parafii znajdują się osiedla i ulice w Świnoujściu:
- os. Rycerska,
- Osiedle Zachodnie,
- Ognica,
- Wydrzany,
- część os. Matejki.
- 11 Listopada,
- Basztowa,
- Bydgoska,
- Chełmońskiego,
- Chełmska,
- Drawska,
- Gdańska,
- Gdyńska,
- Grodzka,
- Grudziądzka,
- Grunwaldzka (22-70),
- Herbowa,
- Hetmańska,
- Husarska,
- Karsiborska,
- Kaszubska,
- Kołłątaja (1-14).
- Kościuszki (37-39),
- Krzywa,
- Kuglinów,
- Kujawska,
- Lechicka,
- Lutycka,
- Łużycka,
- Malczewskiego,
- Chełmońskiego,
- Małopolska,
- Markiewicza,
- Matejki (34-47),
- Mazowiecka,
- Mazurska,
- Mieczowa,
- Nowokarsiborska,
- Olsztyńska,
- Poznańska,
- Rycerska,
- Steyera,
- Strzelecka,
- Szkolna,
- Śląska,
- Toruńska,
- Ułańska,
- Warszawska,
- Wielkopolska,
- Wilków Morskich (nr nieparzyste)
- Zamkowa.

## Działalność parafialna

### Wspólnoty parafialne
Grupa Modlitewna Odnowa w Duchu św, Ruch Oaza Rodzin – Domowy Kościół, Żywy Różaniec, Caritas Parafialny